# Kluvikskjera
Kluvikskjera est une île dans le landskap Sunnhordland du comté de Vestland. Elle appartient administrativement à Øygarden.

## Géographie
Rocheuse et désertique, à fleur d'eau, elle s'étend sur environ 100 m de longueur pour une largeur approximative de 84 m.